# Thomas Cranmer
Thomas Cranmer (ur. 2 lipca 1489 w Aslockton, zm. 21 marca 1556 w Oksfordzie) – przywódca reformy anglikańskiej i arcybiskup Canterbury za panowania Henryka VIII Tudora, Edwarda VI Tudora i przez krótki czas królowej Marii I Tudor, z rozkazu której został stracony.

## Życiorys
Wykształcenie zdobył w Jesus College na Uniwersytecie w Cambridge, gdzie rozpoczął naukę w 1503 roku i gdzie później został profesorem. Cranmer zyskał życzliwość Henryka VIII, doradzając, jak doprowadzić do stwierdzenia nieważności małżeństwa z Katarzyną Aragońską wbrew orzeczeniu papieża. Cranmer został mianowany arcybiskupem Canterbury w 1533 roku, a w 1535 wypowiedział posłuszeństwo papieżowi. Otwarcie opowiedział się za zwierzchnictwem króla nad kościołem w Anglii. Podczas pobytu w Niemczech ożenił się z Margaret Osiander.
Kiedy Maria I Tudor została królową Anglii w 1553 roku, w ramach akcji obrony katolicyzmu został on uwięziony pod zarzutem zdrady. W 1556 roku skazano go na śmierć przez spalenie na stosie. Przed śmiercią pisemnie odwołał swoje antykatolickie poglądy. Jednak w ostatnich słowach przed egzekucją zaprzeczył temu, co wcześniej napisał, mówiąc: Co do papieża, odrzucam go, jako nieprzyjaciela Chrystusa i Antychrysta, z całym jego błędnym nauczaniem. Gdy był już w płomieniach, miał zawołać: Panie Jezu, przyjmij mojego ducha... Widzę niebiosa otwarte i Jezusa stojącego po prawicy Bożej (por. Dz 7,56). 

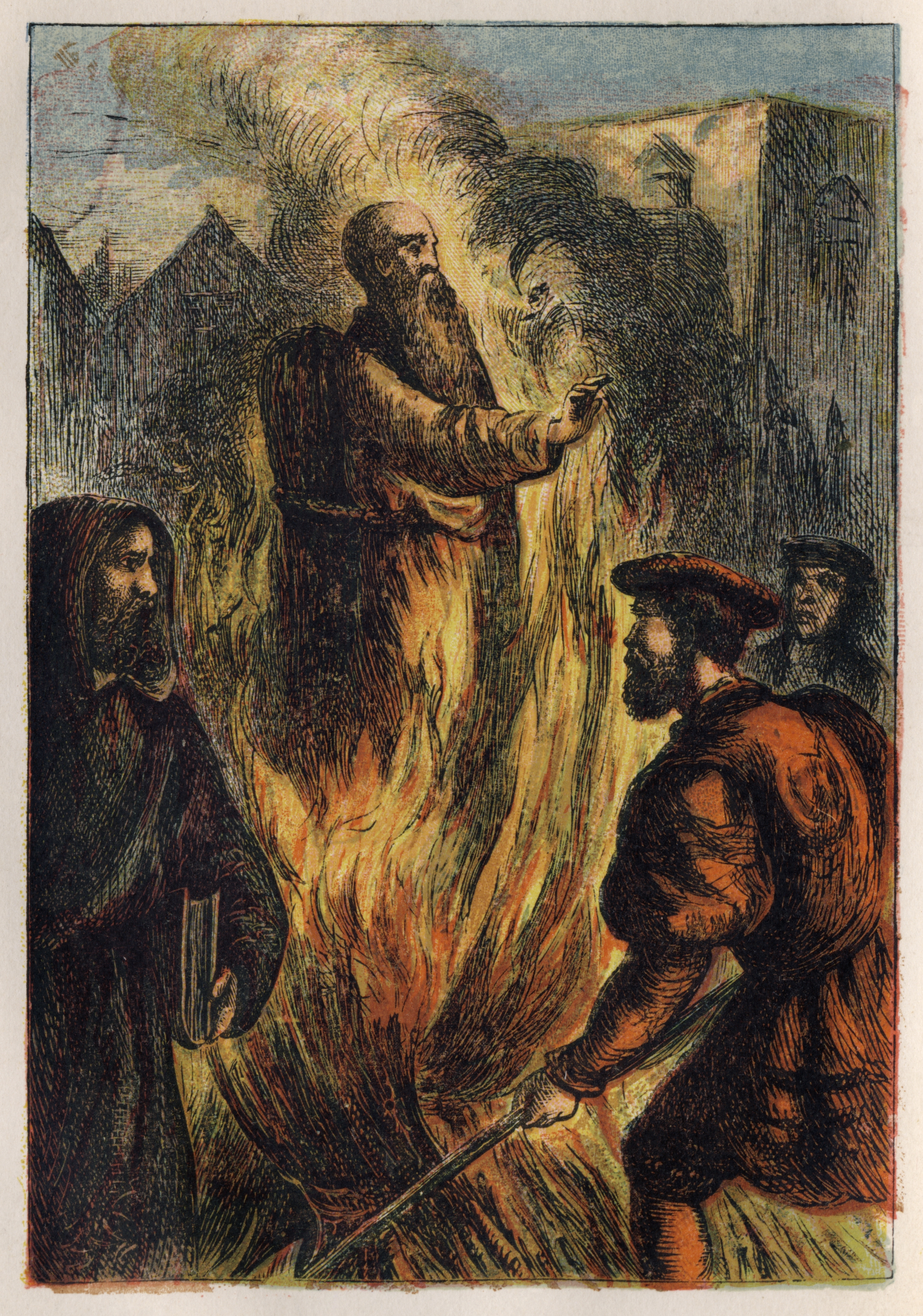
Śmierć Cranmera z kopii Foxe's Book of Martyrs z 1887 r.

Oprócz dzieł literackich na temat Pisma Świętego pozostawił po sobie „Modlitewnik powszechny” (ang. Book of Common Prayer). Częścią tego modlitewnika było jego tłumaczenie „Księgi Psalmów”, które stało się psałterzem Kościoła anglikańskiego. Napisał przedmowę do zrewidowanego wydania Wielkiej Biblii, które ukazało się w roku 1540 i zostało nazwane „Biblią Cranmera”. Druk Wielkiej Biblii autoryzował Henryk VIII przez co została przyjęta za wersję oficjalną.